# Церковь Олега Брянского
Церковь Олега Брянского — православный храм в селе Осташёво Волоколамского района Московской области. Был построен как усыпальница для погибшего на войне князя Олега Константиновича Романова.
Относится к Волоколамскому благочинию Одинцовской епархии Русской православной церкви, приписан к Преображенскому храму в селе Спас.

## История
В 1790-х годах по заказу князя А. В. Урусова на берегу реки Рузы была создана усадьба Осташёво. С 1813 года усадьба принадлежала Николаю Муравьёву, участнику Отечественной войны 1812 года. В усадьбе происходили тайные встречи декабристов, в которых участвовал сын Николая Муравьёва — Александр Муравьёв. В 1903—1917 годах усадьбой владел великий князь Константин Константинович (К.Р.) и его наследник.
В 1915 году на берегу Рузы в западной части парка была построена церковь-усыпальница. Церковь так и не получила посвящения. Она была создана по проекту Мариана Мариановича Перетятковича и Сергея Михайловича Дешевова и представляла собой кубический четырехстолпный одноглавый храм крестово-купольного типа с пониженной апсидой. Церковь сооружалась по образцу древних псковско-новгородских церквей. Вход расположен с западной стороны, около юго-восточного угла была построена двухпролётная звонница. Вдоль стен были размещены саркофаги, в кладку стен были вмурованы надгробные доски.
По состоянию на 2009 год церковь находился в полуразрушенном состоянии, как и вся усадьба Осташёво.
3 октября 2014 года в церкви установлена мемориальная доска в память о князе Олеге Константиновиче.
В 2014—2023 годах церковь была восстановлена силами прихожан. 10 октября 2023 года состоялось великое освящение храма во имя святого Олега Брянского.